# David D. Thompson

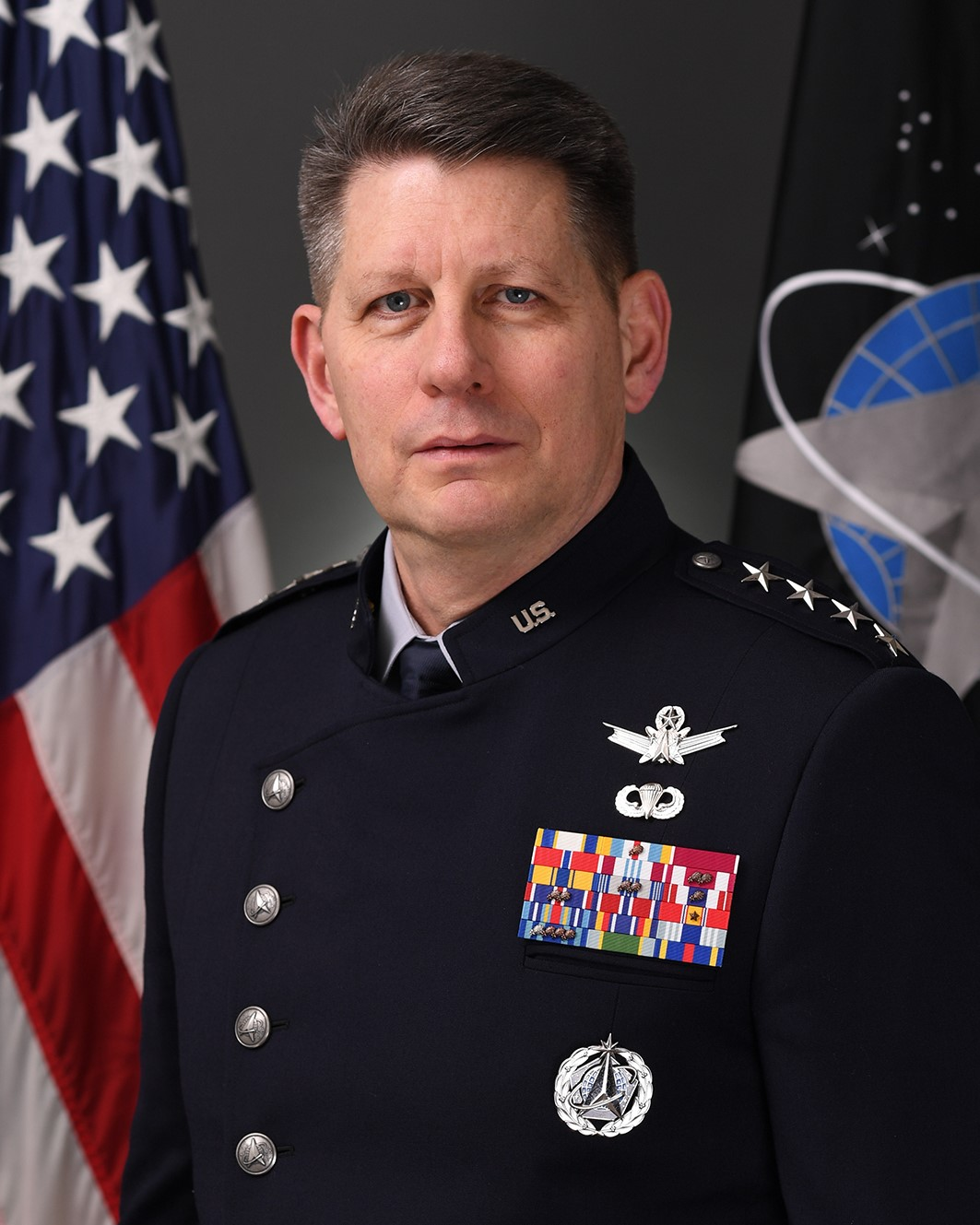
David Dean Thompson (2023)

David Dean Thompson (* 18. Februar 1963 in Ambridge, Pennsylvania) ist ein pensionierter US-amerikanischer General der United States Space Force. Er amtierte von 2020 bis 2023 in seiner letzten Verwendung als erster Vice Chief of Space Operations der neu aufgestellten United States Space Force und war der zweite Inhaber des Dienstgrades General in dieser Teilstreitkraft.

## Leben
David Thompson trat 1985 als Offizieranwärter über die United States Air Force Academy in die United States Air Force ein und schloss die Ausbildung an der Akademie mit einem Bachelor of Science in Raumfahrttechnik ab. 1989 erwarb er zudem einen Master of Science an der Purdue University in West Lafayette, Indiana. Vor Verwendungen in der Truppe war er von 1988 bis 1995 an verschiedenen Instituten und Universitäten als wissenschaftlicher Mitarbeiter und Student eingeschrieben, bevor er von August 1995 bis Juli 1997 im Bereich der militärischen Satellitenkommunikation auf der Los Angeles Air Force Base in Kalifornien eingesetzt wurde. Er absolvierte von 1997 bis 1998 einen Lehrgang für Stabsoffiziere am Air Command and Staff College auf der Maxwell-Gunter Air Force Base in Alabama.
Danach wurde er im Hauptquartier des Air Force Space Command auf der Petersen Air Force Base in Colorado eingesetzt. Von Juni 2002 bis Juli 2004 führte er die 2nd Space Launch Squadron auf der Vandenberg Air Force Base im US-Bundesstaat Kalifornien und nach einer kurzen Zeit am Industrial College of the Armed Forces im Fort Lesley J. McNair in Washington, D.C. als Kommandeur der 45th Operations Group auf der Cape Canaveral Air Force Station in Florida von Juni 2005 bis Juli 2007. Anschließend war er Kommandeur der Aerospace Data Facility auf der Buckley Air Force Base in Colorado und schließlich Director of Space Forces im United States Air Forces Central Command, Southwest Asia von Juni 2009 bis Juni 2010. Nach einer kurzen Verwendung auf der Nellis Air Force Base (bereits als Brigadier General) in Nevada wurde er von Mai 2011 bis März 2012 als Direktor für Luft-, Weltraum- und Cyberspace-Operationen im Air Force Space Command in Colorado eingesetzt und anschließend als stellvertretender Direktor für globale Operationen im United States Strategic Command auf der Offutt Air Force Base in Nebraska sowie ebendort als Director of Plans and Policy.
Als Major General war er danach der stellvertretende Kommandeur des Air Force Space Command und von Juli 2017 bis April 2018 Assistent beim Kommandeur des Kommandos, bevor er von April 2018 bis Dezember 2019 erneut stellvertretender Kommandeur des Air Force Space Command war; der Posten war in der Zwischenzeit durch eine Umstrukturierung des Kommandos auf den Dienstgrad eines Lieutenant Generals aufgewertet worden. Von Dezember 2019 bis September 2020 war er stellvertretender Kommandeur der United States Space Force, bevor dieser Posten in Vice Chief of Space Operations umbenannt wurde. Thompson war der zweite Offizier der United States Space Force, der den Dienstgrad eines Generals in dieser neuen Teilstreitkraft trug, nach dem ersten Chief of Space Operations, General John W. Raymond.
Nach dem Ende seiner militärischen Laufbahn wechselte Thompson in die freie Wirtschaft und ist dort unter anderem seit Juni 2024 Mitglied im Stiftungsrat der The Aerospace Corporation.